# أنيانا كالابرا
اغنانا كالابريا هي بلدة تقع في مقاطعة ريدجو كالابريا في إيطاليا وتبعد 70 كيلومتر جنوب غرب كاتانزارو و 50 كيلومتر شمال شرق ريدجو كالابريا.
وبلغ عدد سكان البلدة 709 نسمة حسب إحصائيات عام 2004م وتبلغ مساحة البلدة 8,3 كم مربع.
البلدات المجاورة لاغنانا كالابريا: كانولو، غيراسي، مامولا، سيديرنو.